# Quint Estertini
Quint Estertini (en llatí Quintus Stertinius) va ser un metge romà que va viure al segle i.
Segons Plini rebé de l'emperador cinc-cents mil sestercis per any, i superava aquesta quantitat en la seva pràctica privada. El seu germà també rebia la mateixa quantitat de l'emperador Claudi. Entre els dos van deixar al morir una quantitat molt important, uns trenta milions de sestercis, tot i haver invertit molts diners a embellir Nàpols. Aquestes quantitats, considerades exorbitants per Plini, donaven idea de les quantitats que guanyaven els metges al segle i.